# Ley de extradición en China

China
Ha firmado y ratificado un tratado de extradición
Ha firmado pero no ha ratificado un tratado de extradición
Sin tratado de extradición

La ley de extradición en China es el proceso formal por el que un fugitivo que se encuentra fuera de la jurisdicción de China es entregado a la jurisdicción en la que ha tenido lugar un presunto delito para ser juzgado o castigado, según la legislación china. China no permite la extradición de sus propios nacionales.